# NCIS: Los Angeles
 For alternative betydninger, se NCIS (flertydig). (Se også artikler, som begynder med NCIS)
NCIS: Los Angeles er en amerikansk tv-serie fra 2009 som er en spin-off af NCIS., 
Serien handler om en gruppe af fiktive specialagenter, der tilhører U. S. Navy 's Naval Criminal Investigative Service (NCIS), der løser forbrydelser med personer fra USA's flåde og marineinfanteri.
I Danmark bliver NCIS: Los Angeles sendt på TV3

## Hovedpersoner
| Karakteres navn         |  | Skuespiller          | Personens arbejde    |
| ----------------------- |  | -------------------- | -------------------- |
| Sam Hanna               |  | LL Cool J            | Senior Felt Agent    |
| G. Callen               |  | Chris O'Donnell      | Special Agent        |
| Kensi Blye              |  | Daniela Ruah         | Junior Felt Agent    |
| Henrietta "Hetty" Lange |  | Linda Hunt           | Operations leder     |
| Eric Beal               |  | Barrett Foa          | Tech Operator        |
| Nell Jones              |  | Renée Felice Smith   | Intelligence analyst |
| Dr. Nate Getz           |  | Peter Cambor         | Psykolog             |
| Marty Deeks             |  | Eric Christian Olsen | LAPD                 |

## Tidligere Karakterer
| Karakteres navn    | Skuespiller      | Personens arbejde | Status      | Død                                                                      | Medvirkendes periode              |
| ------------------ | ---------------- | ----------------- | ----------- | ------------------------------------------------------------------------ | --------------------------------- |
| Dominic "Dom" Vail | Adam Jamal Craig | Junior Felt Agent | Hovedperson | Dræbt under en skudepisode i episoden "Found"                            | 2009-2010                         |
| Lara Macy          | Louise Lombard   | Special Agent     | -           | Overført inden seriens start. Fundet død i NCIS episoden ""Patriot Down" | Kun i episoden ""Back-door Pilot" |